# Igreja Paroquial de Santo Agostinho a Marvila
A Igreja Paroquial de Santo Agostinho a Marvila é uma antiga obra religiosa localizada em Lisboa. Construída como convento, atualmente é a sede da Paróquia de Santo Agostinho de Marvila.

## História
O convento foi fundado em 1660 por Fernão Cabral, arcediago da Sé de Lisboa, e entregue às religiosas da Ordem de São Salvador ou Brígidas, como mais vulgarmente são chamadas. As religiosas brígidas, originárias de Inglaterra, chegaram a Lisboa em 1594, fugidas ao cisma de Henrique VIII. Instalaram-se primeiro no Mocambo, onde ficaram conhecidas como as Inglesinhas. Em 1651, começou a construção das novas instalações em Marvila para as religiosas portuguesas sob iniciativa da abadessa Madre Brígida de Santo António.
O convento e respectiva Igreja foram solenemente sagrados no dia 19 de março de 1660, sob a invocação de Nossa Senhora da Conceição. As obras só ficaram concluídas em 1680, e para elas contribuíram, além de Fernão Cabral, D. Isabel Henriques, patrocinadora do convento, que aí se recolheu quando viúva. Ocorreram novas obras nos reinados de D. Pedro II e início de D. João V. O terramoto de 1755 arruinou muito o convento. No final do século a instituição debateu-se com falta de meios, mas teve ainda grandes campanhas de obras.
As ordens religiosas foram extintas em 1832, mas as freiras permaneceram no convento até à sua supressão em 1872, tendo a igreja sido fechada em 1873. O edifício conventual foi adaptado a Asilo, sendo actualmente uma instituição assistencial, com a designação de Mansão de Santa Maria de Marvila. Em 1932 a Igreja foi reaberta ao culto, pertencendo à jurisdição dos Olivais até à criação, em 1959, da Paróquia de Santo Agostinho de Marvila.